# Euclid Trucks
Euclid Trucks, Inc. war ein US-amerikanischer Nutzfahrzeughersteller, der sich auf überschwere Muldenkipper spezialisiert hatte.

## Unternehmensgeschichte

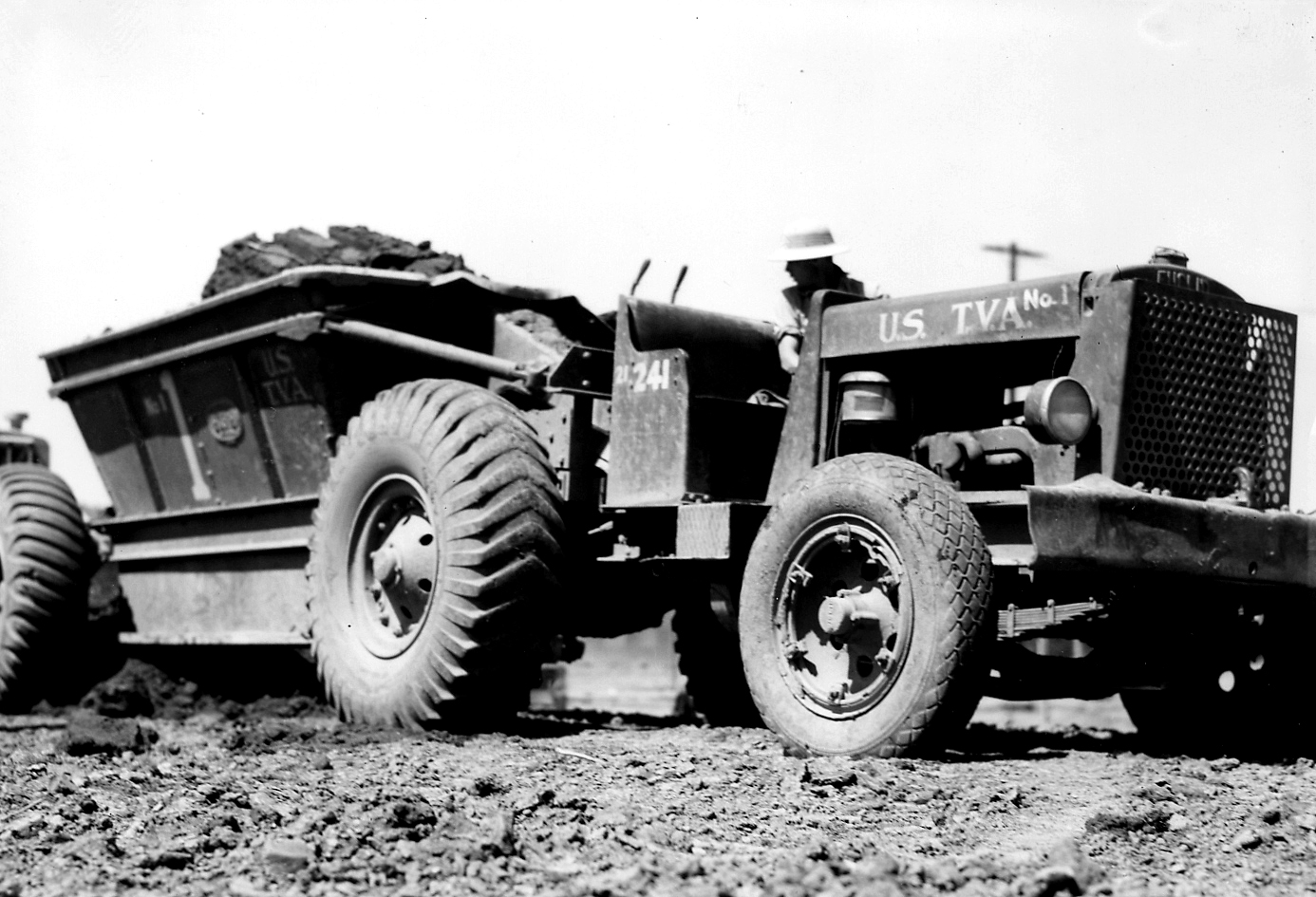
Euclid Bodenkipper der Tennessee Valley Authority (Aufnahme von 1936).

Das Unternehmen geht zurück auf die 1909 von  Geo. Armington in Euclid (Ohio) gegründete Euclid Crane & Hoist Co., die 1931 an die nächste Generation, bestehend aus den fünf Brüdern Armington weitergereicht wurde. 1933 wurde der erste schwere Kipplaster vorgestellt, konzipiert für den Einsatz in Baugewerbe und Steinbrüchen. Der Trac-Truck genannte Lastkraftwagen hatte 11 sh tn. (ca. 10 t) Nutzlast. Zur Ausstattung gehörten eine Kabine aus Stahl, Doppelräder an der Hinterachse mit Traktorreifen und eine im Heck flach auslaufende Kippbrücke. Mittels separaten Pedalen ließen sich die Hinterräder einzeln bremsen und auch blockieren, was den Wendekreis des Fahrzeugs verringerte. Das wurde zu einem Charakteristikum von Euclid-Fahrzeugen. 1936 erfolgte die Gründung der Tochtergesellschaft Euclid Road Machining Company, in der dieser Geschäftsbereich zusammengefasst wurde. Im gleichen Jahr wurden der 1FB mit 15 sh. tn. (13,6 t) Nutzlast und die erfolgreiche FD-Baureihe mit Dieselmotoren eingeführt, die bis 1954 im Programm blieb.
Zu dieser Zeit entstanden bei Euclid neben den Muldenkippern ("Dumper") auch Raupenschlepper ("Crawler"), Pflug- und Räumbagger ("Loader" und "Scraper") sowie innovative, geschlossene LKW-Anhänger. 1949 wurde ein Kohlelaster mit 20 sh.tn. (18,1 t) Nutzlast und zweimotorige Fahrzeuge als Zugmaschinen und scraper vorgestellt. Bei diesen frühen Ausführungen war je ein Motor vorn und einer hinten angebracht. Die 1951 vorgestellten 6 × 4 Offroad-Kipper 1LLD hatten ebenfalls zwei Motoren, die nun vorn und parallel nebeneinander angeordnet waren. Die Nutzlast betrug 45 sh. tn. (40,8 t); verwendet wurden Cummins Dieselmotoren mit je 300 bhp. Euclid erarbeitete sich in den folgenden Jahren im Bereich der Offroad-Muldenkipper eine dominante Stellung.

### General Motors (1953–1968)

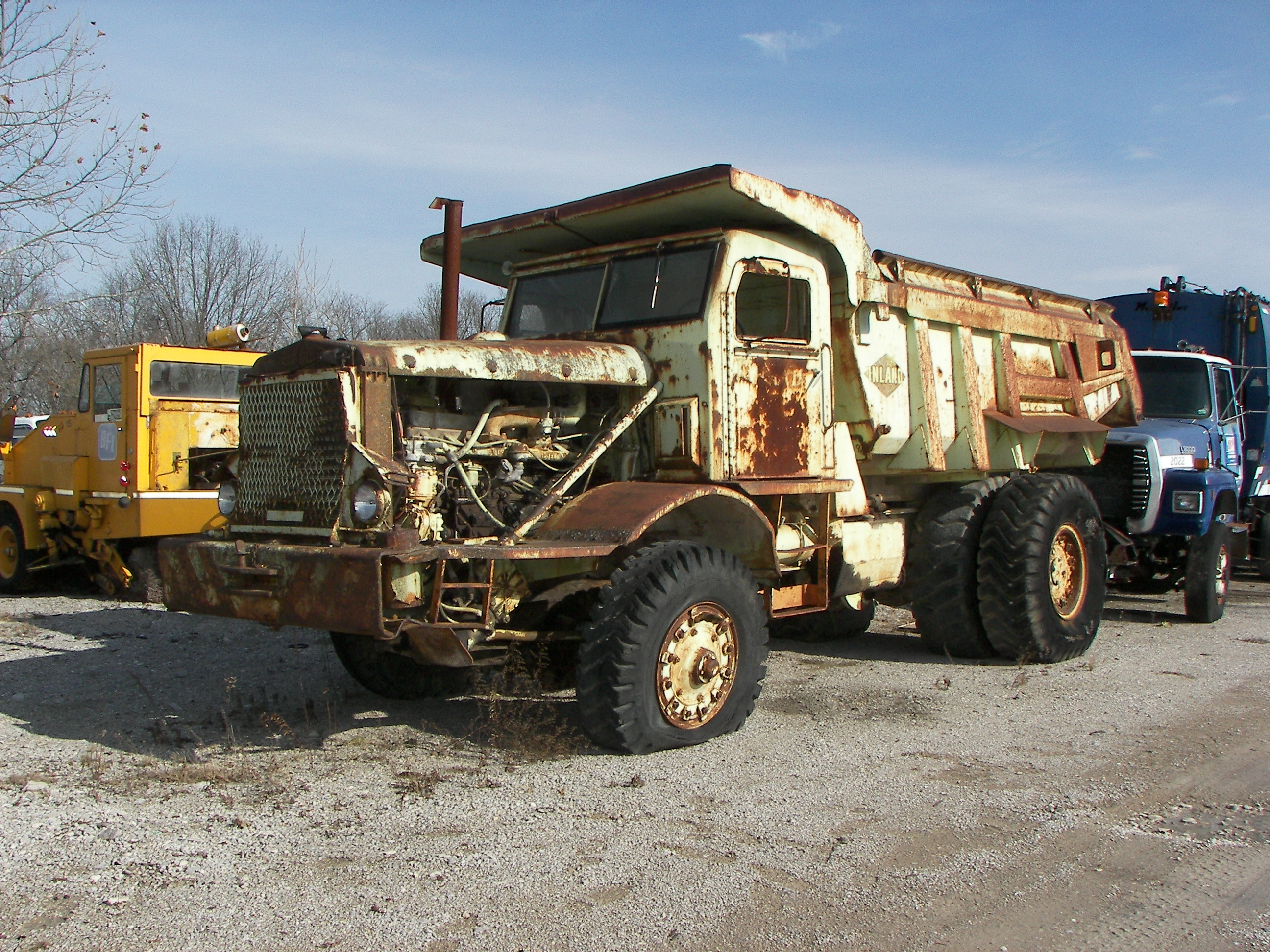
Euclid R24 Dump Truck mit Wartungsstau.

1953 wurde das Unternehmen von General Motors (GM) übernommen und als Euclid Division geführt. Im folgenden Jahr wurde ein Raupenschlepper mit zwei wiederum parallel nebeneinander angeordneten Motoren vorgestellt und 1956 folgte ein Logger zum Transport von Langholz mit 60 sh tn (54,4 t) Nutzlast. Das Zweimotoren-Prinzip wurde 1958 für eine Kombination aus dreiachsiger Kipper-Zugmaschine und zweiachsigem Anhänger für Western Mining  angewendet. Die Komposition gehörte mit einer Nutzlast von 120 sh tn (108,9 t) zu den schwersten ihrer Zeit. Angetrieben wurde sie von zwei Cummins-Dieselmotoren mit je 375 bhp. Der Stückpreis betrug US$ 170.000,-.
Euclid war mittlerweile so erfolgreich, dass das Unternehmen in den USA einen Marktanteil von bis 50 % bei Off-Highway Lastwagen erreichte. Dies rief die Wettbewerbsbehörde auf den Plan und General Motors wurde 1968 gezwungen, sich von Euclid zu trennen. Dem Konzern wurde zudem untersagt, in den USA in diesem Bereich tätig zu bleiben. Aus den Anlagen in Kanada und Schottland wurde Terex gebildet.

### White (1968–1977)
Das Unternehmen wurde von White erworben. R.G. Armington, zuvor Präsident von Euclid, wurde nun Vorstandsmitglied bei White. Unter den neuen Eigentümern wurden Werke in Australien, Belgien und Kanada eingerichtet. 1969 erschien der Kipper Euclid R-X mit 110 sh. tn. (99,8 t) Nutzlast und 1971 der R-210 mit 210 sh. tn. (190,5 t). 1974 folgte eine Kombination aus einer Zugmaschine mit einem 608 bhp Detroit Diesel Motor und einem Anhänger als Bodenkipper mit einem Volumen von 85 yd³ (65 m³).
Mittlerweile waren die wirtschaftlichen Aussichten getrübt. Euclid erfuhr 1976 eine Reorganisation und begann Übernahmeverhandlungen mit mehreren potentiellen Käufern, darunter Clark, Fiat-Allis, Harsco, Paccar und Rockwell International.

### Daimler-Benz (1977–1984)
1977 wurde Euclid Teil des Daimler-Benz-Konzerns, der auch die Werke außerhalb der USA übernahm. Das angeschlagene Unternehmen wurde unter Jürgen Schrempp saniert.
Euclid bot in dieser Zeit drei Fahrzeugfamilien an: Die Muldenkipper der R-Serie mit zwei Achsen und Nutzlasten von 22 bis 170 sh. tn. (20 bis 154 t), die Bodenkipper-Anhängerzüge der B-Serie mit bis zu 110 sh. tn. (99,8 t) Nutzlast sowie die in der Kohleförderung verwendeten Gelenk-loader  der SC-Serie mit Nutzlasten bis 150 sh. tn. (136 t). Verwendet wurden Motoren von Cummins und Detroit Diesel mit einer Leistung von 228 bis 1600 bhp.
1979 ging ein Großauftrag von Peter Kiewitt Sons über zehn B-105 Bodenkipper sowie weitere 31 Kipper mit R-85 bis R-170 ein. Das Geschäft hatte ein Volumen von US$ 17 Mio.

### Clark Equipment, VME und Volvo (1984–1998)

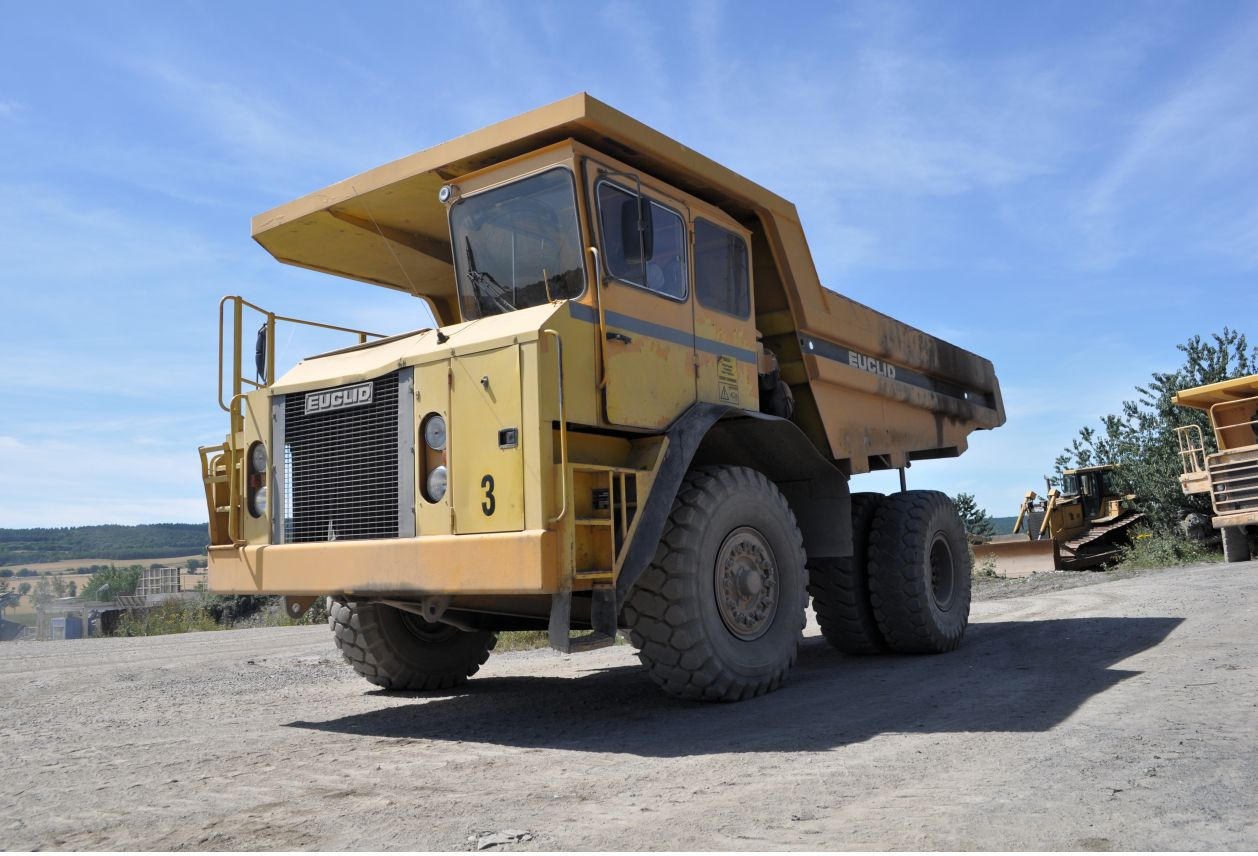
Euclid R-32 Muldenkipper

Daimler-Benz verkaufte das Unternehmen 1984 an die Clark Equipment Company. Im gleichen Jahr erschien eine neue Fahrzeuggeneration mit einer Neuauflage des zwischenzeitlich aufgegebenen R-210. In der neuen Ausführung war er ein Zweiachser mit Allradantrieb und Einzelrädern. Der Antrieb erfolgte über eine Avco-Lycoming Turbine mit einer Leistung von 1850 bhp, sie trieb einen Gleichstrom-Generator an, der je einen Elektromotor in jedem Rad mit Energie versorgte. Ab Ende der 1980er folgte als weitere Ausführung mit dieser Hybrid-Auslegung der R-170 mit Radmotoren von General Electric und wahlweise V16-Dieselmotor oder V12 Turbodiesel mit 800 bhp, beide von Cummins.
Im August 1986 wurde das Mutterhaus Clark Michigan Bestandteil des Joint Ventures VME Americas Corporation, an dem auch Volvo Construction Equipment beteiligt war. Im Unternehmenskürzel steuerte Volvo das V bei; M und E stehen für die Clark-Unternehmen Clark Michigan respektive Michigan Loader und Euclid. Die Fahrzeuge wurden unter mehreren Labeln verkauft als Volvo BM, Michigan Euclid und Ranger. Meistverkauftes Modell zu dieser Zeit war der Euclid R-190 mit 190 tn. sh. (172 t) Zuladung und der genannten Hybridtechnik. Wahlweise trieben ein Cummins oder Detroit Diesel, letzterer ein V16 mit 1800 bhp, den Stromgenerator an. Das Fahrzeug hatte ein Gesamtgewicht (GVT) von 316 tn. sh. (287 t).
1993 lag VMEs Marktanteil für überschwere Muldenkipper bei 25 Prozent. Ab 1994 wurde die Fertigung in Guelph (Ontario) konzentriert. Der Hauptsitz blieb in Cleveland. Bis 1995 hatte Euclid 43.000 Fahrzeuge verkauft.
Die CH-Serie bis 150 tn. sh. (136 t) Nutzlast war mit Detroit Diesel V12-Motoren von 1050 bhp erhältlich, wahlweise konnten etwas größere Cummins Diesel mit gleicher Leistung geliefert werden.

### Volvo und Hitachi

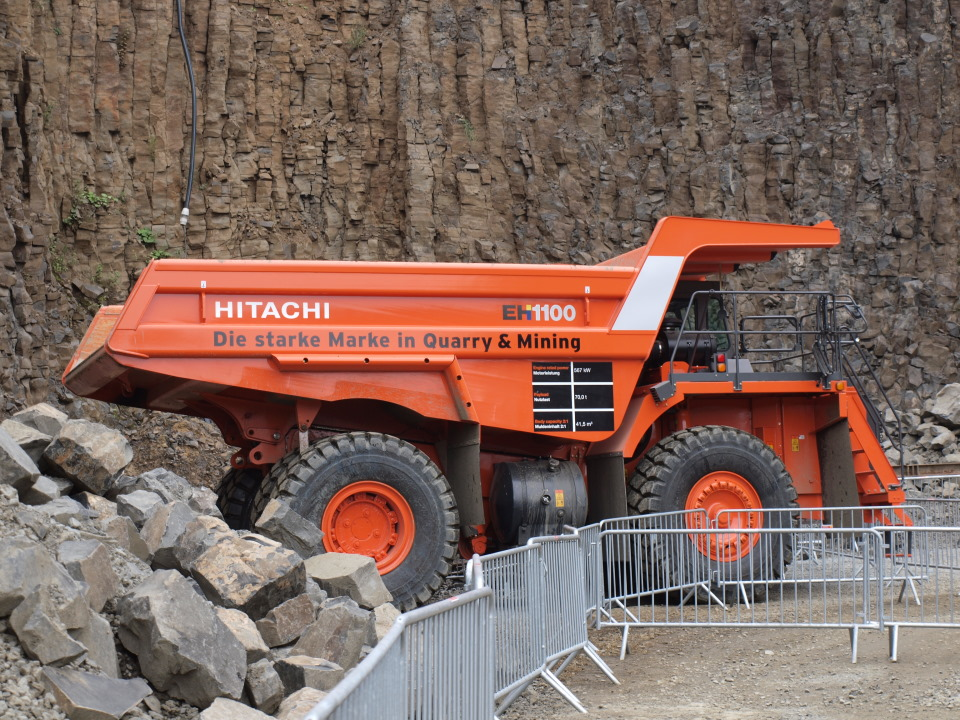
Hitachi Eh 1100.

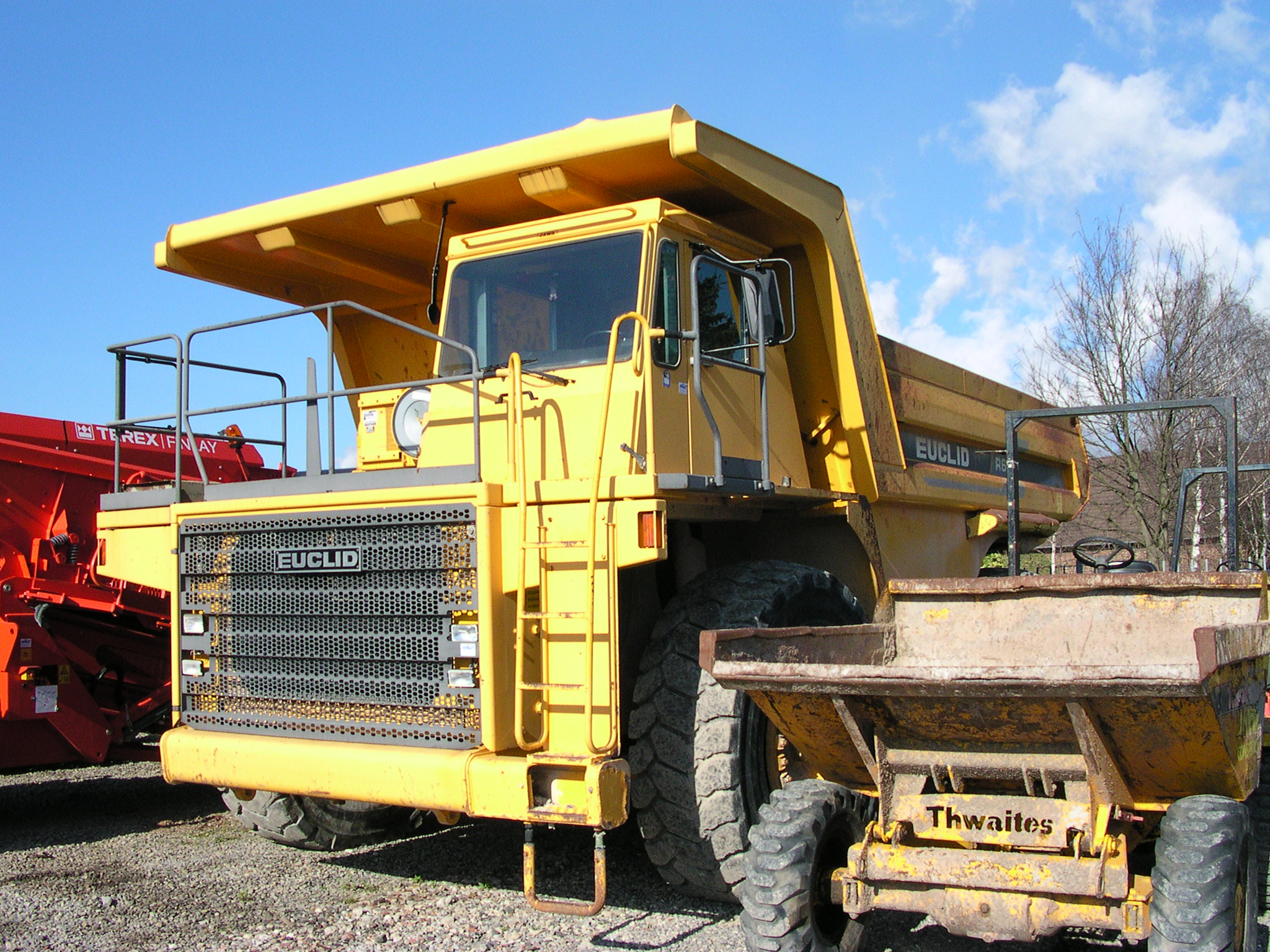
Euclid R60 Muldenkipper (1998).

Nach einer kurzen Phase eines Joint-Ventures zwischen VME und Hitachi Heavy Equipment, Inc übernahm Volvo CE 1995 die VME. Bis 1998 war Euclid Bestandteil von Volvo CE.
Seitdem gehört Euclid zur japanischen Hitachi-Gruppe.
Der Markenname Euclid wird seit Ende 2004 nicht mehr verwendet. Unter dem Hitachi-Regime wurde die Farbe der Fahrzeuge vom traditionellen grün auf orange geändert.

## Ausgewählte Modelle

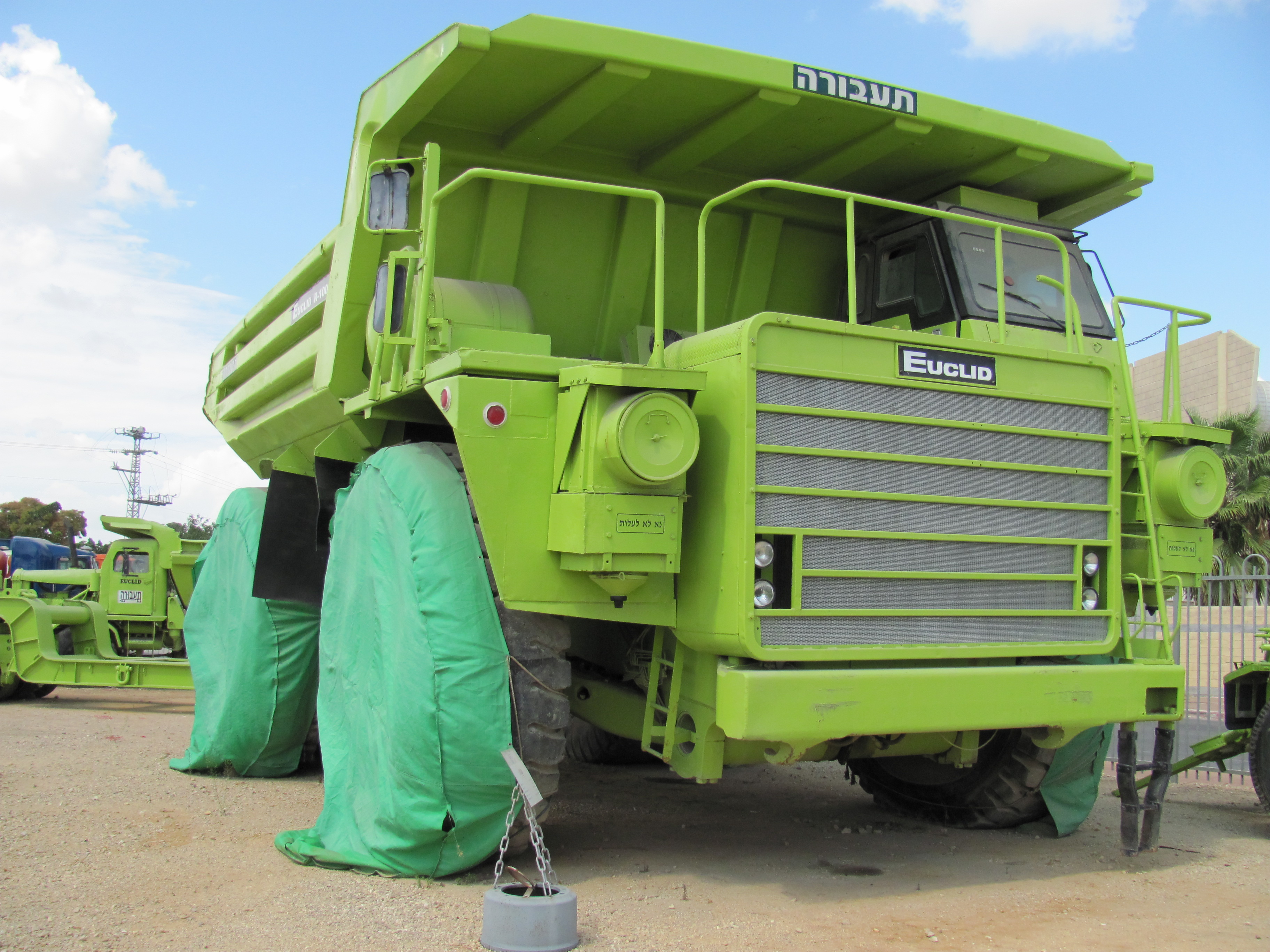
Euclid R-100 Haul Truck.

- Euclid Trac Truk 11 sh. tn. (ca. 1932)
- Euclid 1FB Kipper 15 sh. tn. (1936)
- Euclid FD Diesel (1936–1954)
- Euclid 1LLD 3-Achs-Kipper, 45 sh. tn.; 2× 300 HP Cummins Diesel (1951)
- Euclid 3-Achs-Kipper mit Anhänger, 120 sh. tn.; 2× 375 HP Cummins Diesel für Western Mining (1958)
- Euclid 99FD Quarry Truck (ca. 1968); 218 HP, 425 ci, 6 Zylinder Detroit Diesel 6-71. Euclid 60RA Planeten-Hinterachse, Fuller 5F1220 Getriebe. Erfolgreich getestet vom MERADCOM US Army Mobility Equipment Research & Development Center, Fort Belvoir VA
- Euclid R-X 110 sh. tn. Kipper (1969)
- Euclid R-Serie 2-Achs Kipper 22 bis 170 sh. tn.
- Euclid B-Serie Bodenkipper bis 110 sh. tn.
- Euclid SC-Serie Kohlentransporter bis 150 sh. tn.; Cummins oder Detroit Diesel 228 bis 1600 bhp
- Euclid R-32: in der Version von 1998 mit Volvo TD 122 KE; 401 bhp; Ladevolumen 14,6–21,0 m³, Nutzlast 32,6 Tonnen, Gewicht 23,0–55,6 Tonnen.[8]
- Euclid R260: in der Version von 1998 mit Detroit Diesel S-4000; 2500 bhp; Ladevolumen 92,9–131,9 m³, Nutzlast 238 Tonnen, Gewicht 386 sh. tn.[9]
- Euclid R280 Dumper mit Siemens AC Antriebssystem; seit 2000 Hitachi EH4500, trug weiterhin den Euclid-Schriftzug am Kühler. Das Fahrzeug kann mit Strom ab Oberleitungen ("Trolley") betrieben werden. Die ISCOR-Mine in Südafrika erhielt Anfang 2000 mindestens einen solchen Trolley-Dumper.
- CH-Serie bis 150 sh. tn. und 1050 PS V12; entweder Detroit Diesel Turbodiesel 12V-149-T oder Cummins KTA-2300-C und Allison-Getriebe. Die Automatikgetriebe lieferte Allison. Diese Fahrzeuge erhielten vier voneinander unabhängige Bremssysteme.[5]